# عصر طلایی (آلبوم وودکید)
عصر طلایی اولین آلبوم استودیویی از خواننده و ترانه سرا و کارگردان فرانسوی، وودکید است. این آلبوم در ۱۹ مارس ۲۰۱۳ منتشر شد. در مصاحبه‌ای لموین گفت که "عصر طلایی" مربوط به دوران کودکی اوست.

## تک‌آهنگ‌ها
سه ترانه به عنوان تک‌آهنگ در این آلبوم منشر شدند.
- «آهن» منتشر شده در۲۸ مارس ۲۰۱۱
- «بدو پسر بدو» منتشر شده در۲۱ مارس ۲۰۱۲
- «دوستت دارم» منتشر شده در فوریه ۲۰۱۳ همزمان با انتشار رسمی آلبوم.

## لیست آهنگ‌ها آلبوم
| شماره | نام                                  | مدت |
| ----- | ------------------------------------ | --- |
| ۱.    | «عصر طلایی / The Golden Age»         | nil |
| ۲.    | «بدو پسر بدو / Run Boy Run»          | nil |
| ۳.    | «فرار بزرگ / The Great Escape»       | nil |
| ۴.    | «آهنگ قایق / Boat Song»              | nil |
| ۵.    | «دوستت دارم / I Love You»            | nil |
| ۶.    | «ساحل / The Shore»                   | nil |
| ۷.    | «Ghost Lights»                       | nil |
| ۸.    | «سایه ها / Shadows»                  | nil |
| ۹.    | «Stabat Mater»                       | nil |
| ۱۰.   | «فتح فضاها / Conquest of Spaces»     | nil |
| ۱۱.   | «سقوط / Falling»                     | nil |
| ۱۲.   | «جایی که زندگی میکنم / Where I Live» | nil |
| ۱۳.   | «آهن / Iron»                         | nil |
| ۱۴.   | «طرف دیگر / The Other Side»          | nil |